# Route de Sainte-Anne et le Faron
Route de Sainte-Anne et le Faron est une peinture à l'huile sur toile réalisée en 1925 par le peintre suisse naturalisé français Félix Vallotton. 

## Description
La scène représente un paysage provençal centré sur une enceinte murée et une porte de propriété encadrant plusieurs arbres au-delà d'une barrière délabrée sur un fonds paysagé de collines et de montagnes avec un sommet, le mont Faron, le tout sous un ciel  bleuté. 
Un chemin visible en partie fuyant obliquement vers la gauche donne une information sur le lieu représenté, la route allant vers Sainte-Anne, quartier nord de Toulon.
L'œuvre est conservée dans une collection privée.

## Analyse
L’œuvre est typique de la fin de production du peintre concentré sur le paysage (depuis 1917) sans personnages, et réalisée l'année de sa mort, 1925, en Provence où il résidait sans enthousiasme à Cagnes-sur-Mer.